# Akwesasne (territoire)
Pour les articles homonymes, voir Akwesasne (homonymie).
Akwesasne est un territoire mohawk canado-américain situé à cheval sur les provinces de l'Ontario et du Québec (région de la Montérégie) ainsi que sur l'État de New York. Bien qu'il constitue en pratique un seul territoire, il est administrativement composé de trois subdivisions territoriales, soit la réserve Akwesasne 15 (en mohawk : Kaná:takon et Tsi Snaíhne) au Québec, la réserve Akwesasne 59 (en mohawk : Kawehnò:ke) en Ontario et la réserve mohawk de Saint-Régis aux États-Unis. 
Depuis 2016, le conseil de bande a mis sur pied le premier système de justice autochtone au Canada qui est applicable sur le territoire, côté canadien. Celui-ci fait place à la justice réparatrice et traite majoritairement d'affaires civiles.

## Toponymie
Akwesasne signifie « là où la perdrix bat des ailes ».

## Géographie
La réserve est sur la rive du Saint-Laurent, à 75 km au sud-ouest de Montréal. La partie au Québec est appelée Akwesasne 15 et la partie en Ontario, Akwesasne 59.
Le territoire d'Akwesasne incorpore une partie du fleuve Saint-Laurent, les embouchures des rivières Raquette et Saint-Régis, et un certain nombre d'îles dans ces trois rivières. Le territoire est divisé du nord au sud par une frontière internationale. La partie nord est divisée par la frontière des provinces canadiennes entre l'Ontario et le Québec. Les Trois Nations Crossing relient Kawehno:ke (l'île de Cornwall, en Ontario) à la ville de Cornwall dans le nord et Rooseveltown à New York dans le sud.
En raison du passage du fleuve Saint-Laurent au nord et de la présence de l'État de New York, au sud, la partie québécoise de la réserve d'Akwesasne est une enclave revendiquée par le Canada[pas clair]. Pour voyager par voie terrestre à partir de Tsi:Snaine (Snye ou Chenail, Québec) ou Kana:takon (Saint-Régis, Québec) vers ailleurs au Canada, il faut traverser l'État de New York, car aucune route ne relie la partie québécoise au réseau routier de cette province. Dans l'État américain de New York, le territoire d'Akwesasne coïncide avec ce qu'on appelle la réserve mohawk de Saint-Régis (en). Cette portion d'Akwesasne est traversée par la New York State Route 37, qui s'étend sur 127,40 miles (205,03 km) dans un axe est-ouest.

## Économie
Les secteurs économiques de la réserve sont l'agriculture, l'art et l'artisanat, le commerce et les services, surtout dans les domaines de la construction, du transport et du développement immobilier.
L'économie souterraine (le marché noir) occupe une grande importance. Le territoire de la réserve étant à cheval sur la frontière canado-américaine, le tabac de contrebande, les drogues douces et dures, les armes de poing, semi-automatiques et automatiques illégales provenant des États-Unis traversent les frontières pour être revendus au Canada à des groupes liés au crime organisé.

## Criminalité
Le territoire de la réserve d'Akwesasne est utilisé par les organisations criminelles pour faire passer le tabac de contrebande, la drogue, les armes illégales (automatiques) aux frontières canadiennes et américaines en toute impunité et être revendus sur le marché noir. Les armes sont achetées dans les États du Texas, de l'Alabama, de la Georgie et de la Floride pour être transportées par l'autoroute 95 Nord et ensuite autoroute 91 Nord et entreposées dans des entrepôts sur la réserve. Les nuits d'hiver, les contrebandiers traversent clandestinement en motoneige la frontière en empruntant le fleuve Saint-Laurent gelé. L'été, ils utilisent des bateaux à moteur. Les corps de police américains et canadiens sont au courant de la situation, mais ne veulent pas intervenir sans l'aval des gouvernements par peur de représailles, de créer de potentielles guerres entre les groupes criminels pour le contrôle du trafic, ce qui pourrait occasionner des épisodes de violence et des victimes collatérales; ils n'interviennent pas pour des raisons politiques également, puisque cela nécessiterait l'injonction des tribunaux pour agir sur le territoire.

## Langues
Les principales langues parlées sont le mohawk et l'anglais.